# US Navy Mk II talker helmet
US Navy Mk II talker helmet — стальная каска, которая использовалась ВМС США со второй мировой войны до 80-х годов. 

## История
Разработка специализированного шлема для радистов и телефонистов (обеспечивающих возможность использования телефонной трубки и наушников) для ВМФ США началась в 1940 году.
Контракт на изготовление касок типа Мк II был подписан с фирмой "McCord Radiator and Manufacturing Company" из города Детройт (штат Мичиган), первые выпущенные образцы были окрашены в оливково-зелёный цвет (также как армейские каски М1). После японской атаки на Перл-Харбор 7 декабря 1941 года военные расходы США были увеличены, и уже в 1942 году для ВМФ были заказаны новые шлемы — с этого времени окрашенные в цвет "Navy Blue".
В общей сложности с 1940 до окончания производства в 1945 году было выпущено 400 000 шт. касок этого типа.

## Описание
Шлем был изготовлен из немагнитной марганцевой стали Гадфильда. Обозначенный "USN MK-2", в то время был самым большим шлемом, когда-либо использовавшимся на вооружении США. 
Шлем можно было использовать в противогазе и с биноклем.